# Unidad de conexión de telecomunicaciones

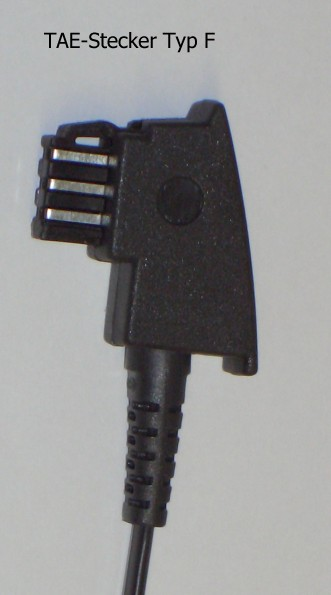
Clavija TAE- Tipo F.

La Unidad de conexión de telecomunicaciones (TAE, Telekommunikations-Anschluss-Einheit) es un tipo de clavija utilizada en Alemania y parcialmente también en Liechtenstein y Luxemburgo para conexiones telefónicas analógicas con interfaz en tecnologías RDSI. Proporciona un enlace entre la conexión analógica del usuario (Módem o Teléfono) y el Bucle local.

## Norma DIN
La conexión TAE se encuentra normalizada en DIN 41715.